# Tranvia Firenze-Poggio a Caiano/Prato
La tranvia Firenze-Poggio a Caiano-Prato era una linea di trasporto pubblico che partendo da Firenze conduceva a Poggio a Caiano e a Prato.
È stata la più antica tranvia dell'area fiorentina. Il servizio iniziò nel 1879 e terminò nel 1931.

## Storia

### Le origini

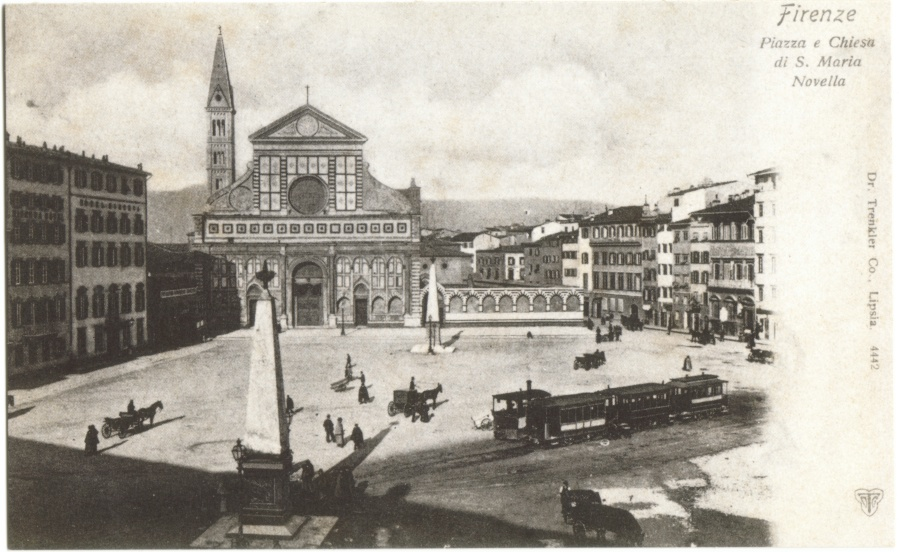
Il capolinea di piazza Santa Maria Novella

Il 29 maggio 1866 venne rilasciata una concessione pubblica per istituire una ferrovia a cavalli tra le città di Firenze e di Poggio a Caiano e Prato. Tale concessione venne rilasciata, per 99 anni, al signor Andrea Bettini ma questa iniziativa non ebbe un seguito per motivi ad oggi ignoti. Con il Regio decreto n.1144 (serie seconda) del 31 ottobre 1872 venne accordata una concessione per una strada ferrata a cavalli tra le tre città in favore dei signori Otlet e Guillon, i rappresentanti in Italia della Société Générale des Tramways con sede a Bruxelles. Questa società firmò con il comune di Firenze un contratto per l'istituzione di un servizio di trasporto pubblico da esercitarsi con trazione animale e che portasse i passeggeri a Prato ed a Poggio a Cajano (come si scriveva all'epoca); tale atto è del 1º febbraio 1879. Ma non solo: l'11 aprile 1879 la stessa società con un deposito di 1500 lire e una tassa annua di concessione di 1300 lire chiese che il comune di Firenze concedesse loro il permesso di costruire un tratto di linea che si staccasse all'altezza del Ponte alle Mosse e si dirigesse alle Cascine. Era l'atto di nascita della tranvia delle Cascine e tale concessione fu ottenuta il 5 agosto 1879.
Il servizio di trasporto a cavalli era iniziato il 5 aprile dello stesso anno; all'inizio si trattava di una sola vettura trainata da due cavalli e percorreva il tratto Firenze-Campi Bisenzio con capolinea in piazza Fra'Ristoro. Il primo tratto a trazione animale fu aperto all'esercizio il 5 maggio 1880 e conduceva fino a Brozzi mentre l'intera linea era in esercizio alla data 31 marzo 1881.
Il successo di viaggiatori fu immediato ma immediati furono anche i problemi: il primo problema fu proprio l'elevato numero di passeggeri e l'elevato numero di merci che unite alla notevole accidentalità del percorso portarono la società di gestione a chiedere immediatamente la concessione per la trazione meccanica a vapore. Oltre a questa richiesta la Società dei Tramway chiese di poter portare il servizio all'interno della città di Prato mediante l'allargamento del varco esistente nella Porta Fiorentina e l'installazione dei binari fino alla Piazza delle Carceri di faccia al Castello dell'Imperatore; la concessione per l'esercizio all'interno di Prato è del 21 agosto 1880. Esito favorevole ebbe anche la richiesta per la trasformazione del servizio; la tranvia a vapore ottenne la concessione per la linea Firenze-Prato l'11 febbraio e il 18 maggio 1880 mentre la linea Firenze-Poggio a Caiano la ottenne il 5 ottobre 1880 e il 4 aprile 1881.
La trasformazione del servizio comportò un adeguamento delle linee esistenti e perciò il nuovo servizio fu inaugurato a tappe.

### Inizio del servizio
Il primo tratto a trazione meccanica a vapore ad essere in esercizio fu quello tra Firenze e Campi Bisenzio che grazie ad un'autorizzazione provvisoria fu inaugurato il 23 novembre 1879 mentre sempre grazie ad un'altra autorizzazione provvisoria il servizio venne esteso fino a Prato il 15 maggio 1880. Il tram a vapore raggiunse anche Poggio a Caiano nel 1882. Per evitare tempi morti nel passaggio tra i due sistemi di trazione vennero concesse numerose autorizzazioni provvisorie molte delle quali anche con date posteriori all'inizio del servizio.

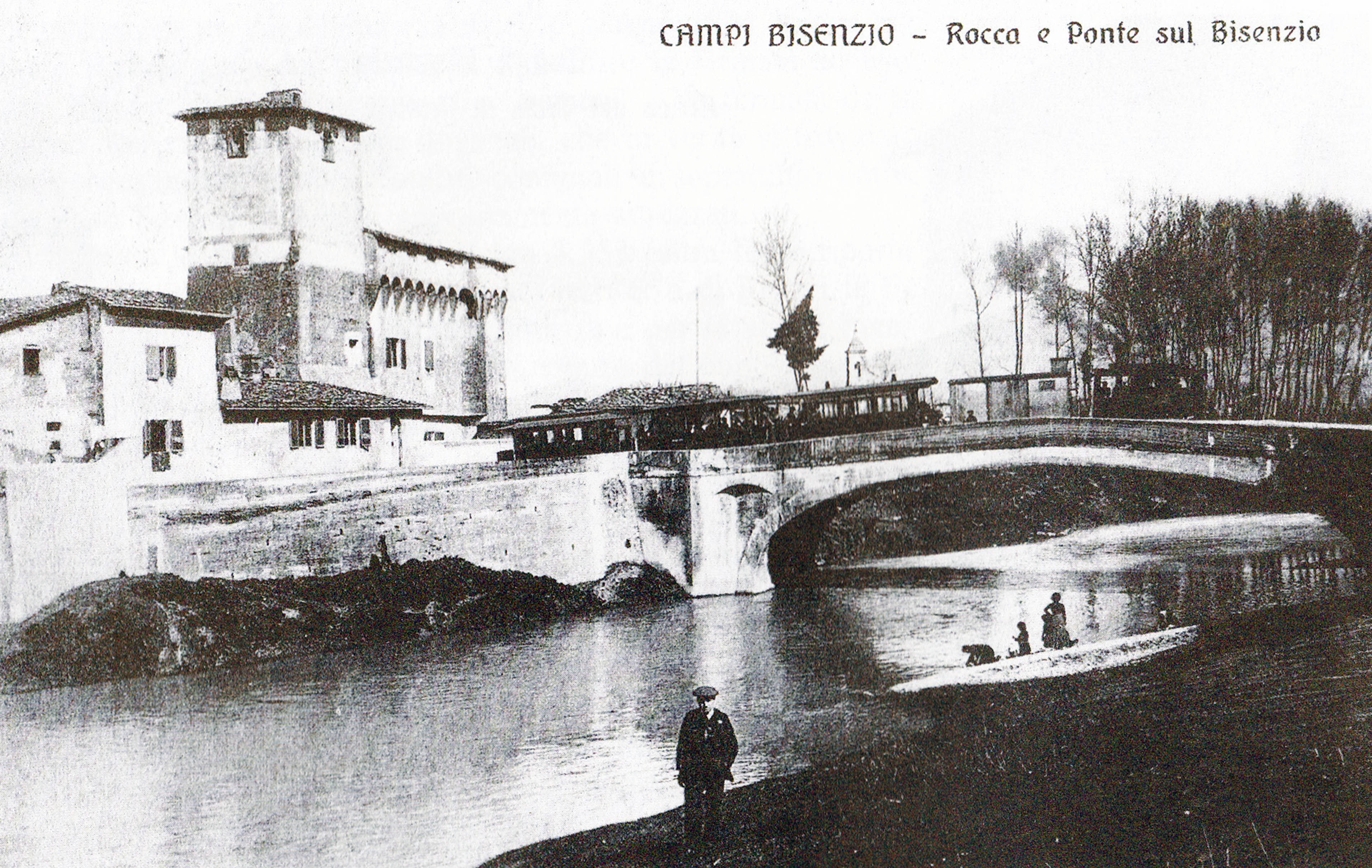
Convoglio in transito a Campi Bisenzio

Il 23 novembre 1879, giorno dell'arrivo del tram a vapore a Campi Bisenzio fu festa grande; tutto il paese venne addobbato a festa e ai festeggianti partecipò anche il comune di Firenze inviando il gonfalone, numerose bandiere e il petrolio necessario per poter tenere accesi tutta la notte i lampioni del paese. Alle ore 11 di mattina di quel giorno tutta la popolazione campigiana è presente all'arrivo del tram e venne anche scoperta una lapide commemorativa. Il 15 maggio 1880 la festa a Prato fu ancora più grandiosa visto che vi parteciparono tutte le autorità civili e religiose della città. Il nuovo servizio a vapore comportò per Campi Bisenzio anche il cambio della fermata principale che da ora in avanti fu in piazza Dante; lo spostamento fu causato dalla maggiore distanza che c'era tra questa piazza e il ponte sul fiume Bisenzio, che per la sua forma a schiena d'asino rendeva necessaria una maggiore rincorsa per superarlo.
Per motivi a tutt'oggi sconosciuti nel marzo 1882 la Prefettura di Firenze ordinò la sospensione del servizio con trazione a vapore su questa linea; probabilmente la causa fu un grave incidente occorso al tram visto che il 5 aprile 1882 il Ministero dei lavori pubblici concesse nuovamente l'uso della trazione a vapore con l'obbligo per i tram, nell'attraversare i centri abitati, di procedere a passo d'uomo e di essere preceduti dal cantoniere con tanto di bandiera rossa. Venivano effettuate otto corse ogni giorno nei due sensi di marcia. La composizione dei treni era di quattro vetture, di cui una era di prima classe, più un carro merci. In caso di eventi speciali, ad esempio il giorno di mercato, potevano essere effettuate corse straordinarie. Durante il giorno la composizione dei convogli mutava radicalmente: al mattino e alla sera il numero di passeggeri, principalmente pendolari, era maggiore ed era necessario usare dei convogli pesanti mentre nelle ore centrali della giornata, per economizzare, l'unico treno che giungeva da Firenze, a Peretola veniva scisso in due sezioni: la carrozza di prima classe con la locomotiva era inviata a Prato mentre una sola carrozza mista di prima e seconda classe era inviata a Poggio a Caiano ma a questa era riservata la trazione a cavalli.
Per percorrere il tratto Firenze-Prato si impiegava normalmente un'ora e trentacinque minuti mentre il tratto Firenze-Poggio a Caiano veniva coperto in un'ora e trenta minuti. Nel 1895 per meglio regolare il traffico fu installato un telegrafo a Peretola nel punto di diramazione dei due tronchi.

### Accuse, tumulti popolari e incidenti
Nonostante il notevole successo di pubblico, la tranvia fu fin dal principio bersagliata da polemiche di ogni genere.
Tra i primi avversari alla tranvia ci furono i commercianti di via del Ponte alle Mosse, secondo i quali, i convogli che passavano vicino ai negozi erano un pericolo per i passanti ma soprattutto per i loro clienti che avrebbe così preferito rivolgersi ad altri negozianti posti più lontano ma in vie più sicure; un gruppo più deciso e motivato nell'azione di contrasto fu quello composto dagli abitanti di via della Scala i quali, prima si richiamarono, anche loro, all'incolumità dei passanti per poi accusare il tram di causare danni strutturali alle loro abitazioni ma loro non si limitarono a dei mugugni ma formarono un combattivo comitato che inviò numerose proteste e istanze contro il tram ad ogni amministrazione della città di Firenze. A seguito di una loro istanza già nel 1881 venne sospeso il transito del tram nella via ma ciò causò una forte protesta da parte degli utenti del servizio che videro premiate le loro ragioni dalla giunta municipale che annullò quanto aveva deliberato e il servizio riprese. Nel 1891 lo stesso comitato tornò alla carica e continuarono a protestare fino al 1896 quando la giunta comunale si impegnò a rimuovere definitivamente i binari da via della Scala.
Altri nemici la tranvia li trovò in chi fece di tutto per rendere improduttivo il servizio obbligando la società di gestione ad ogni tipo di onere: si impose il transito a passo d'uomo dei convogli che dovevano essere preceduti dal cantoniere con bandiera rossa e ad ognuno dei tantissimi crocevia stradali fu imposta la presenza di un trombettiere. Oltretutto la società di gestione era fatta oggetto di quotidiane ordinanze, multe, proteste e vere proprie intimidazioni alle quali, in genere, opponeva una notevole pazienta e gentilezza.

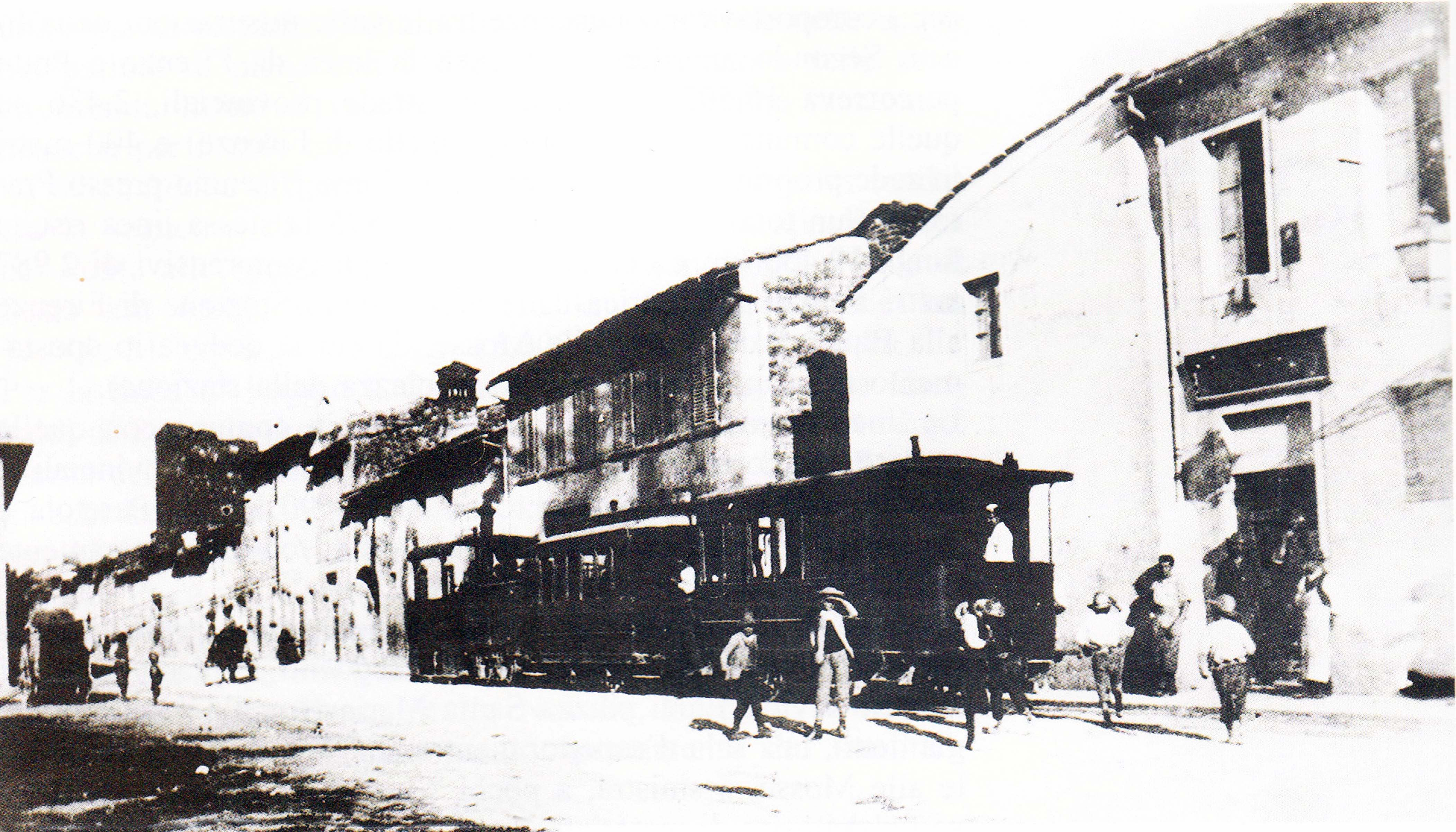
Convoglio in sosta nella piazza principale di Brozzi

Tra i maggiori critici del servizio tranviario ci fu l'amministrazione comunale di Campi Bisenzio che accusava la società esercente di dare un servizio scadente. Tra le cause dell'effettivo peggioramento del servizio ci fu l'eccessivo impiego di mezzi e materiali che presto portarono ad un deterioramento dell'armamento e a guasti sui locomotori che, per scarsa convenienza economica, venivano riparati con enorme lentezza. Ma va anche detto che l'amministrazione campigiana invece di instaurare un rapporto di reciproca collaborazione continuò ad attaccare senza sosta il servizio: i macchinisti venivano accusati di prendere la ricorsa per superare il ponte sul Bisenzio troppo vicino ad esso e quindi spesso non ci riuscivano al primo tentativo, inoltre mediante lettere anonime si citavano episodi in cui lo stesso personale tranviario veniva accusato di abbandonare i convogli per andare a mangiare in qualche locale disinteressandosi del rispetto dell'orario. Si arrivò al punto che il Sindaco di Campi Bisenzio incaricò i locali Carabinieri di fare le opportune verifiche alle numerose segnalazioni. La risposta dei carabinieri arrivò il 13 dicembre 1881: «risulta che gli addebiti fatti al personale del tranvai sono molto esagerati [....] è sempre stato rispettato l'orario».
Se una parte della popolazione aveva molto gradito il servizio tranviario un'altra parte di essa fu istigata all'ostruzionismo verso il tram con episodi particolarmente gravi che si svolsero nella stessa Campi Bisenzio e a Brozzi. Il 10 marzo 1882 la popolazione di Poggio a Caiano impedì la prova del treno nel tratto tra Brozzi e la stessa Poggio. Per placare la popolazione dovette intervenire la forza pubblica che vi riuscì solo dopo diversi giorni di vera e propria rivolta. Placatasi Poggio a Caiano il 20 marzo dello stesso anno iniziarono dei tumulti a Brozzi e anche in questo caso diversi contingenti di carabinieri furono impegnati per placare la popolazione. In altre occasioni venivano messi di proposito dei grossi massi sui binari per far sviare il locomotore oppure quando il treno giungeva a destinazione i convogli venivano presi d'assalto dalla popolazione con conseguenti proteste dei viaggiatori. Una speciale forma di opposizione in uso a Campi Bisenzio fu il passeggio forzato della popolazione sui binari: questi passeggiatori continuavano la loro attività anche dopo i ripetuti fischi di avvertimento del macchinista il quale, per non travolgerli, era costretto a frenare e di conseguenza poi il tram non aveva sufficiente slancio per superare il ponte sul Bisenzio. La società di gestione mise a conoscenza la Questura di Firenze di questi episodi ma tutto finì nel nulla.
Anche la ventilata elettrificazione fu il pretesto per nuove polemiche.
In pochissimo tempo la stessa popolazione che aveva accolto il tram con bandiere e fanfare vedendo in esso il segno del progresso si ritrovava ora in piazza a scacciarlo. Tra le cause di questo cambio di opinione ci fu il lavoro di vera e propria lobbie che effettuarono i carrettieri e i barrocciai che dal nuovo mezzo erano stati economicamente danneggiati. Tra l'altro pochi anni dopo furono proprio gli ex-barrocciai, riciclatisi in autisti e in esercenti di linee automobilistiche a far una concorrenza spietata al tram.
Un altro avversario fu l'ufficio tecnico delle Strade Ferrate Romane che fece una dura opposizione alle richieste della società esercente di consentire un aumento della velocità massima da 15 km/h a 18 km/h nel rettilineo di Poggio a Caiano; questa impasse fu superata solo grazie all'intervento del Ministero dei Lavori Pubblici.
Ad avvelenare il clima contribuirono anche alcuni incidenti occorsi lungo la linea. Gli incidenti più gravi successero l'8 giugno 1904 in località Ponte del Pela sulla linea di Prato e il 5 maggio 1907 quando in entrambi i casi dei carrettieri rimasero uccisi dopo essere stati travolti dalla locomotiva. Quasi sempre a causare gli incidenti era il comportamento dovuto all'imprudenza dei carrettieri e dei barrocciai che avevano l'abitudine di dormire durante i viaggi lasciando ai cavalli il compito di condurli al termine del viaggio ma spesso i cavalli, ma anche gli asini, alla vista del treno si impaurivano e sbandavano finendo sotto le ruote del convoglio.
Ma c'era anche chi continuava ad apprezzare il servizio. Uno dei viaggiatori più singolari di questa linea fu il cosiddetto Bastonate di Campi Bisenzio; questo singolare personaggio saliva sul tram sempre accompagnato da almeno dieci pecore e di lui si raccontava che durante la prima guerra mondiale avesse inviato una cartolina, regolarmente recapitata, sulla quale aveva scritto un indirizzo così concepito: «A mi pà - Via Sudicia - Campi».

### La crisi e la soppressione

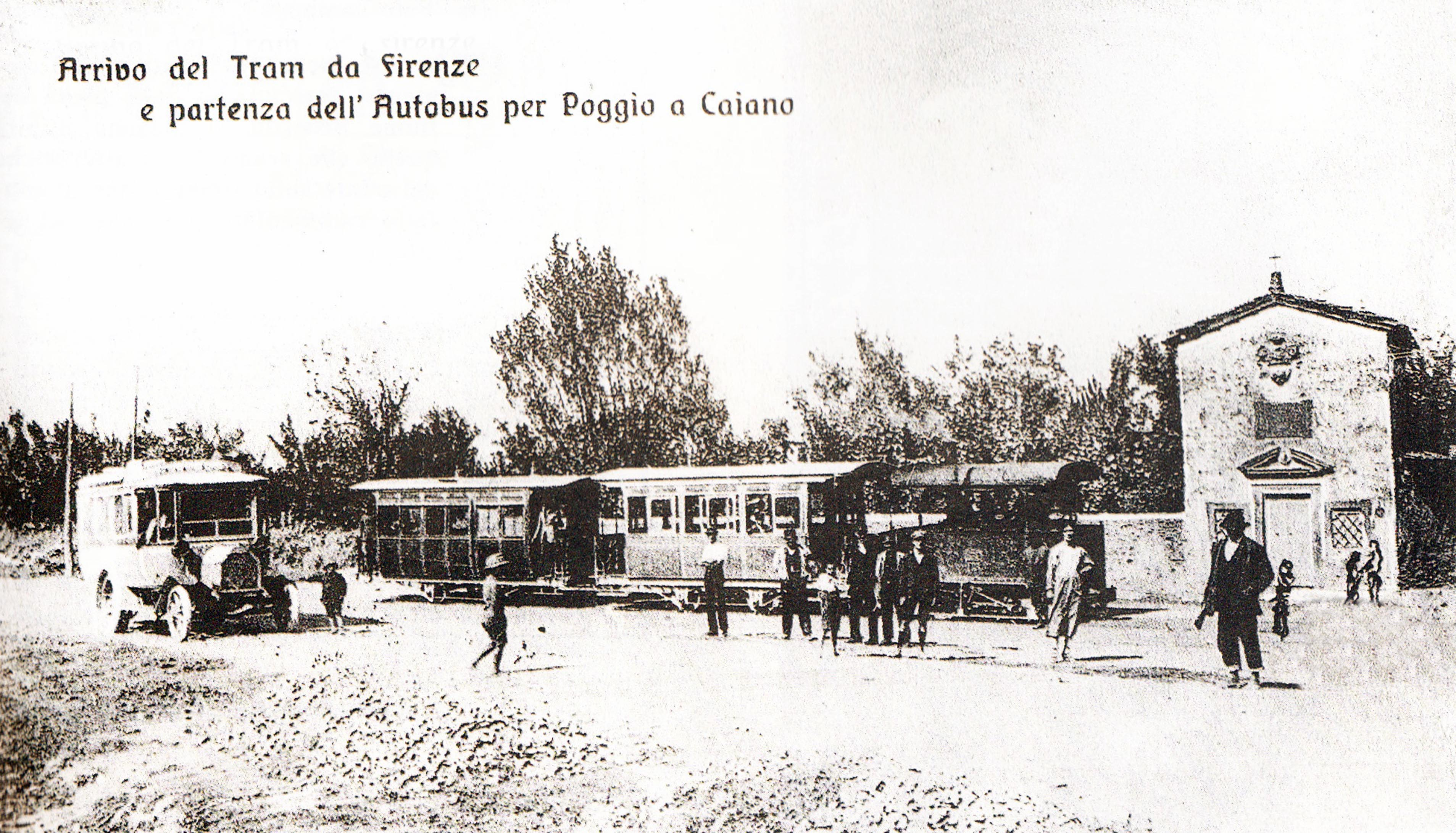
Il trasbordo dei passeggeri a Brozzi in località Il Baratto

Le continue critiche al servizio portarono ad una sua parziale trasformazione in servizio con motrici elettriche per poi arrivare alla soppressione dei tratti più antieconomici.
La lenta agonia iniziò con la decisione di spostare il capilinea delle tre linee in Firenze da piazza santa Maria Novella a piazza Stazione; in quell'occasione venne elettrificato il tratto dalla stazione medesima alla barriera del Ponte alle Mosse, con inaugurazione del nuovo servizio il 3 gennaio 1897 ed entrata in esercizio il 17 gennaio successivo. I nemici della tranvia a vapore gioirono ma, a causa della scarsa potenza delle motrici elettriche, in occasione delle corse più affollate era necessario far trainare la motrice elettrica da motrici a vapore fino nel centro della città. Il cambio di trazione obbligava i passeggeri ad un trasbordo tra i convogli e ciò suscitava lamentele anche perché non sempre i due tipi di servizio avevano delle precise coincidenze. Per i viaggiatori diretti a Poggio a Caiano in seguito il trasbordo divenne addirittura doppio visto che il capolinea fu arretrato fino a Brozzi e da lì in poi era in funzione un servizio automobilistico con autobus.
Altri colpi il servizio li ebbe in occasione della prima guerra mondiale. In quegli anni infatti ci fu penuria di personale, mancanza cronica di combustibile e l'assoluta necessità di risparmiare su tutto portarono ai primi del 1918 ad una sospensione del servizio che poté riprendere solo all'inizio del 1919 ma con l'obbligo per le locomotive di bruciare solo legna di pessima qualità o lignite. La crisi del servizio fu enorme tra il 1919 e il 1921. Il materiale rotabile era ormai usurato e l'armamento dissestato e su questo gli oppositori del servizio dettero battaglia spingendo sempre di più verso i nuovi mezzi su gomma.
Nel novembre del 1921 il tratto Campi Bisenzio-Prato venne soppresso definitivamente e pochi giorni dopo il capolinea della tratta per Poggio a Caiano fu ulteriormente arretrato nella piazza principale di Brozzi. Le ultime due linee superstiti furono Ponte alle Mosse-Campi Bisenzio e Ponte alle Mosse-Brozzi che terminarono il servizio il 28 ottobre 1931.

## Caratteristiche

### Percorso
| Unknown route-map component "uexKBHFa" |

| Unknown route-map component "uexHST" |

| Unknown route-map component "uexHST" |

| Unknown route-map component "uexHST" |

| Unknown route-map component "uexHST" |

| Unknown route-map component "uexBS2+l" | Unknown route-map component "uexBS2+r" |

| Unused straight waterway | Unknown route-map component "uexHST" |

| Unused straight waterway | Unknown route-map component "uexHST" |

| Unused straight waterway | Unknown route-map component "uexHST" |

| Unused straight waterway | Unknown route-map component "uexHST" |

| Unused straight waterway | Unknown route-map component "uexHST" |

| Unused straight waterway | Unknown route-map component "uexHST" |

| Unused straight waterway | Unknown route-map component "uexHST" |

| Unused straight waterway | Unknown route-map component "uexKBHFe" |

| Unknown route-map component "uexBS2l" | Unknown route-map component "uexBS2c3" |

| Unknown route-map component "uexHST" |

| Unknown route-map component "uexHST" |

| Unknown route-map component "uexHST" |

| Unknown route-map component "uexHST" |

| Unknown route-map component "uexKBHFe" |

Secondo i dati del 1888 la linea da Firenze a Prato per 15,502 chilometri percorreva strade provinciali, per 2,436 km strade comunali e per 400 metri in sede propria per un totale di 18,338 km. Nei rilievi del 1895 la linea risulta lunga 19,455 km mentre nel 1921 18,836 km compresi i 2,987 km di trazione elettrica da piazza stazione alla Barriera del Ponte alle Mosse. La linea di Poggio a Caiano dopo la parte in comune correva per 11,510 km su strade provinciali e per 180 metri in sede propria per un totale di 11,690 km da Peretola e per 16,700 km da Firenze.

#### Tracciato in comune
La linea Firenze-Poggio a Caiano-Prato aveva il suo capolinea fiorentino in piazza Santa Maria Novella ma va precisato che non si trattava di una vera e propria stazione visto che a Firenze il tram non aveva stazioni proprie ma solo di una modesta sala d'aspetto situata presso il palazzo col numero civico 12; per ovviare a questa mancanza la società esercente chiese di poter spostate i binari dal centro della piazza fino al porticato dell'Ospedale di San Paolo dove i passeggeri avrebbero potuto almeno ripararsi ma questa richiesta non venne mai accolta.
Dopo la piazza la linea imboccava via della Scala per poi girare a sinistra sull'allora viale Principe Umberto (oggi viale Fratelli Rosselli) e proseguire sulla destra della Porta al Prato fino ad imboccare via del Ponte alle Mosse. Poco prima del termine di questa strada era situato il deposito del materiale rotabile che nato come deposito per la linea a cavalli divenne rapidamente angusto per i tram a vapore tanto che poco tempo dopo ne venne costruito un altro presso la Barriera del Ponte alle Mosse a ridosso della rampa del ponte stesso. Dopo la Barriera del Ponte alle Mosse la linea entrava nel piazzale esterno alla medesima (oggi Piazza Puccini) dove i binari raddoppiavano per consentire gli incroci e per consentire l'ispezione daziaria; a questo punto doveva affrontare la rampa del ponte sul Mugnone (ponte più stretto e basso dell'odierno). Superato il ponte la linea, fino al 1885, effettuava una brusca svolta a destra immettendosi nell'allora via Pistoiese (oggi via San Donato) per proseguire per Peretola.
Dal 2 agosto 1885, superato il ponte sul Mugnone, la linea fu spostata in un tratto in sede propria a dall'andamento più rettilineo, regolare e con pendenza adeguata; su questo tratto in seguito è stata tracciata la via Francesco Baracca.
All'altezza dell'attuale incrocio con via del Barco si trovava il confine comunale con l'allora comune di Brozzi, soppresso nel 1929. Presso il Barco la Società esercente aveva attuato il raddoppio dei binari per consentire la fermata ai frequentatori delle corse che si svolgevano alle Cascine; nonostante fosse situata presso un confine comunale, alla fermata del Barco non erano presenti barriere doganali.
Dopo un chilometro circa la linea svoltava in maniera decisa a sinistra e imboccando via di Peretola giungeva in piazza Garibaldi, piazza principale del popoloso sobborgo. In piazza Garibaldi le due linee per Poggio a Caiano e per Prato si dividevano.

#### Linea per Prato
Dopo la piazza di Peretola la linea per Prato svoltava a destra e imboccava la Strada Provinciale Lucchese fino al km 6,000 dove un altro raddoppio dei binari consentiva di effettuare una fermata chiamata Borgo per la strada di Sesto e consentiva inoltre l'incrocio tra i treni; la linea proseguiva per Campi Bisenzio dove la fermata principale era in piazza del Teatro (oggi piazza Dante) dove si trovava una sala d'aspetto. Lasciata Campi Bisenzio la linea attraversava i borghi di Capalle, poi Mezzana di Prato e, attraversato il varco di Porta Fiorentina e la barriera daziaria lì posta, entrava nella città di Prato e terminava la corsa presso la stazione della città situata in piazza delle Carceri.

#### Linea per Poggio a Caiano
Dopo la piazza di Peretola la linea proseguiva diritta per le attuali vie di Peretola e via di Brozzi allora chiamata Strada Regia Pistojese. I binari attraversavano tutta una serie di borghi molto popolati: Peretola, Petriolo, Quaracchi, La Sala, Il Cantone, Brozzi (capoluogo comunale), San Donnino per poi entrare a San Piero a Ponti. La travia attraversava questo paese e dopo superava il fiume Bisenzio grazie ad un ponte che venne demolito dopo la soppressione del servizio tranviario. Dopo San Piero a Ponti la linea proseguiva per alcuni chilometri in una pianura allora spopolata per poi toccare in successione altri borghi: Colli Alti, Sant'Angelo a Lecore e infine Poggio a Caiano che allora era solo una frazione del comune di Carmignano. Il capolinea era situato presso il Ponte all'Asse sul fiume Ombrone. Nel novembre 1921 il capolinea fu arretrato al paese di Brozzi, più precisamente in uno slargo all'altezza della cappella Bargiacchi; per proseguire il viaggio verso Poggio a Caiano venne istituito un servizio di autobus (uno dei più antichi esempio di sinergia autobus-tram); l'obbligo del trasbordo portò la popolazione a chiamare questo luogo Il Baratto, nome usato ancora oggi.

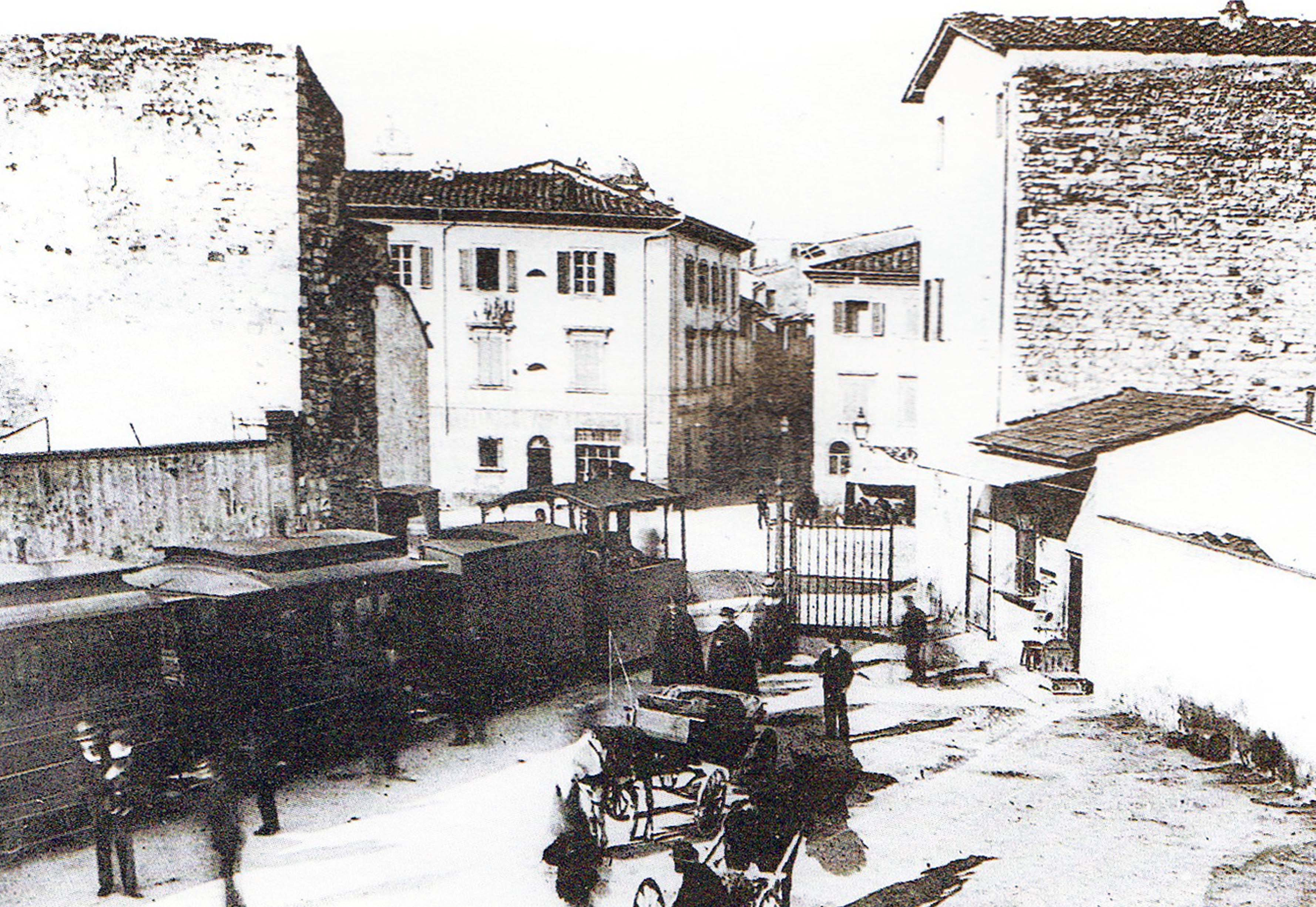
Il tram al passaggio del varco di Porta Fiorentina a Prato

### Impianti fissi
Lungo la linea erano dislocati diversi impianti fissi. Il primo si trovava presso il capolinea di piazza Santa Maria Novella e consisteva in una sala d'aspetto situata al numero civico 12; verso il termine di via Ponte alle Mosse si trovava un deposito di materiali vari mentre sul piazzale esterno della Barriera daziaria si trovava un deposito più grande dotato di officina per piccole e medie riparazioni e materiali di ricambio. Superato il ponte sul Mugnone si trovava una casa cantoniera; a Campi Bisenzio una sala d'aspetto e, per finire, sia a Poggio a Caiano che a Prato si trovavano delle vere e proprie stazioni con la seconda dotata di rimessa.

### Armamento
Nell'anno 1921 l'armamento per la linea per Prato era costituito da rotaie di tipo Vignoles da 16,180 kg/ml per una tratta di 11,884 km, da rotaie Phoenix da 42 kg/ml per 3,485 km e da rotaie Phoenix da 55 kg/ml per 602 metri. La linea per Poggio a Caiano aveva lo stesso tipo di rotaie per 10,920, 3,953 e per 1,375 km ed inoltre era dotata per 189 metri di binario armato con rotaie Phoenix da 41 kg/ml.
La linea aveva uno scartamento di 1.445 mm; la linea per Prato aveva delle curve con un raggio minimo di 22 metri mentre la linea di Poggio a Caiano aveva delle curve con un raggio minimo che saliva a 46 metri. Trattandosi di località poste in pianura la linea aveva un profilo altimetrico abbastanza piatto ma la presenza di diversi ponti dotati di rampe di accesso portavano il tracciato ad avere delle punte del 50 per mille per la linea del Poggio e del 79 per mille per la linea pratese. Questi ponti costituivano un problema del quale la società esercente era ben conscia tanto che fu ipotizzata anche una soluzione: per superare il Mugnone, escludendo la rampa del ponte alle Mosse, si progettò una deviazione a sinistra della linea per passare dal Barco con un ponte di nuova costruzione e più agevole; per il superamento del Fosso Macinante all'altezza di San Donnino fu progettata un'opera di abbassamento del ponte sul canale e la stessa soluzione fu prevista per il superamento del Bisenzio all'altezza di Capalle ma non se ne fece niente per le polemiche che divamparono. Si decise invece di sostituire le prime e più antiche locomotive Krauss da 25 Cv (18 kW) con altre locomotive più potenti fino alle ultime che avevano una potenza di 60 CV (44 kW).

## Materiale rotabile

### Locomotive

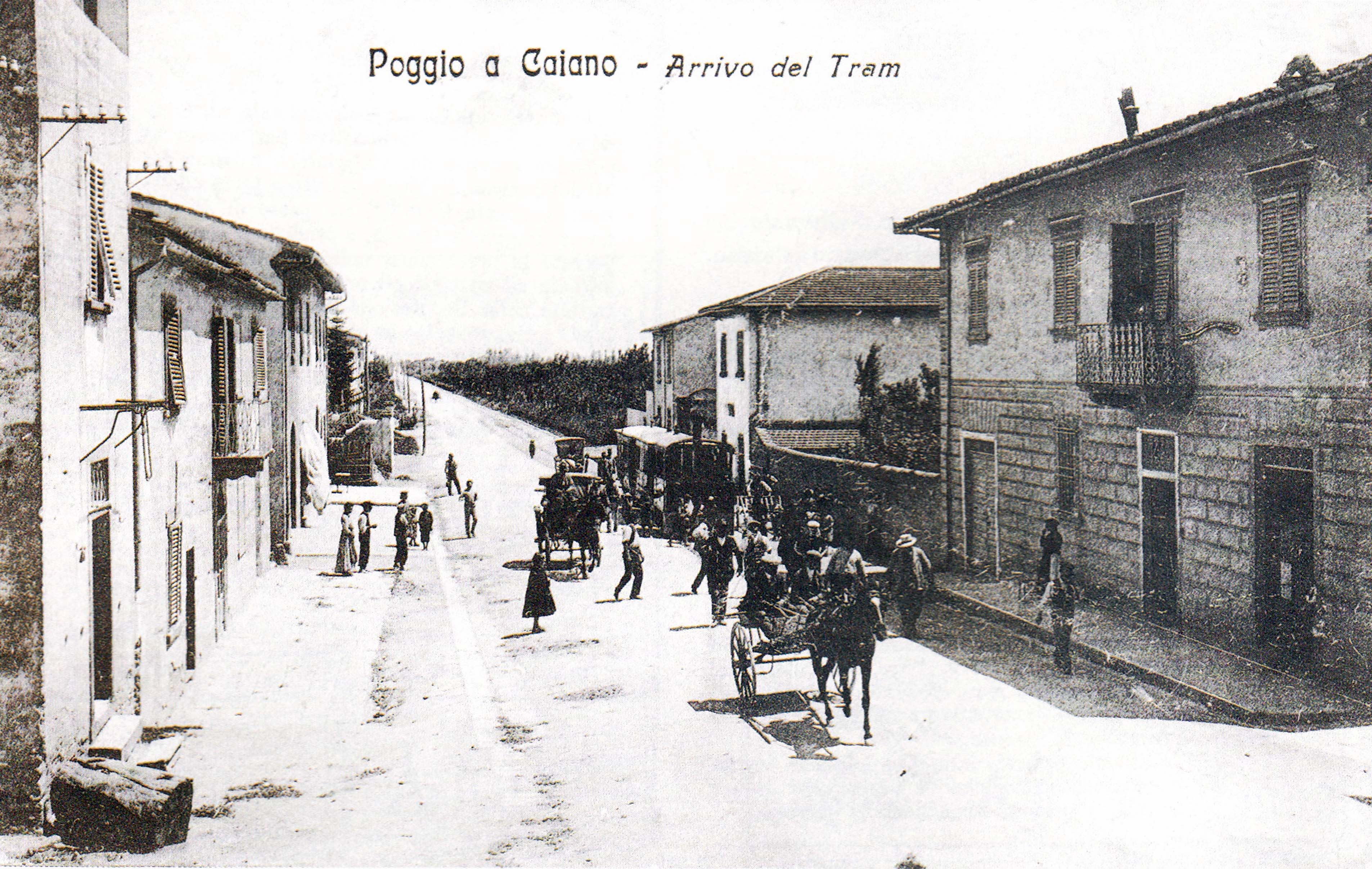
Il capolinea di Poggio a Caiano

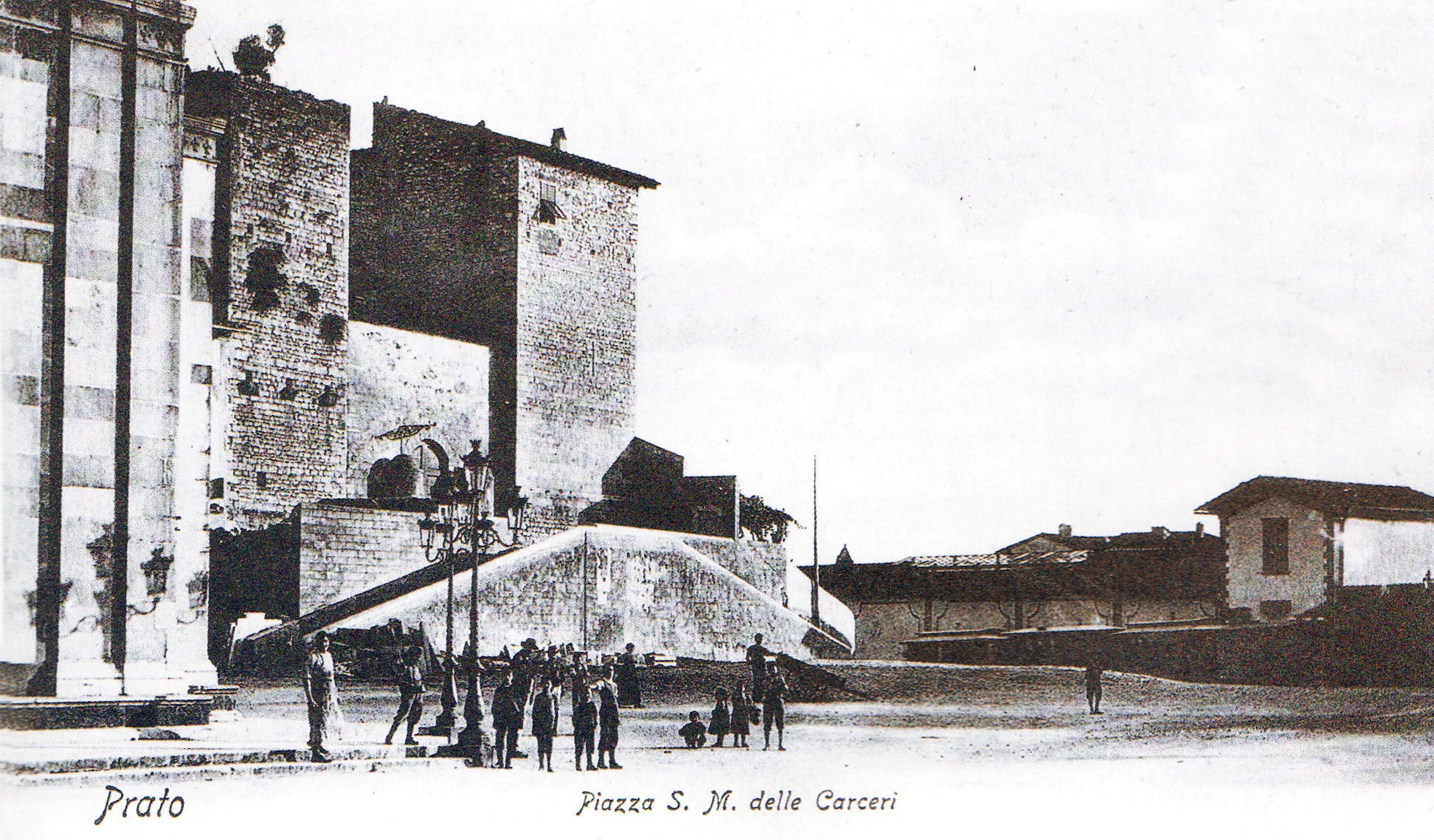
Piazza delle Carceri a Prato con sulla destra la stazione tranviaria

Le locomotive usate sulla linea Firenze-Poggio a Caiano-Prato furono costruite dalla Società Krauss &C. di Monaco di Baviera e, oltre che su questa linea, erano usate anche nella diramazione urbana delle Cascine. Inizialmente furono usate locomotive a due assi di 25 CV, in seguito se ne usarono altre di 30 CV, 34 CV, 40 CV e da ultimo quelle da 60 CV. In tutto le motrici usate furono 14: 3 da 25 CV, 3 da 30 CV, 3 da 34 CV 1 da 40 CV e 4 da 60 CV; quelle da 60 CV, una volta soppressa la linea furono trasferite sulla Tranvia del Chianti; prima di ciò una di esse, la n. 14, prestò servizio presso la tranvia Napoli-Caivano, realizzata a cura dello stesso Otlet.
Su questa linea i treni erano composti generalmente da quattro vetture ma in seguito venne aggiunto un bagagliaio. All'inizio la velocità massima di esercizio era di 15 km/h, successivamente elevata a 18 km/h per le insistenze delle società di gestione.
| Numero di servizio | Potenza | Assi | Velocità massima km/ora | Anno di Costruzione | Note   |
| ------------------ | ------- | ---- | ----------------------- | ------------------- | ------ |
| N.1                | 25 cv   | 2    | 15 km/h                 | 1879                |        |
| N.2                | 40 cv   | 2    | 15 km/h                 | 1880                |        |
| N.3                | 25 cv   | 2    | 15 km/h                 | 1880                |        |
| N.4                | 25 cv   | 2    | 15 km/h                 | 1881                |        |
| N.5                | 30 cv   | 2    | 15 km/h                 | 1883                |        |
| N.6                | 30 cv   | 2    | 15 km/h                 | 1883                |        |
| N.7                | 30 cv   | 2    | 15 km/h                 | 1880                |        |
| N.8                | 35 cv   | 2    | 15 km/h                 | 1883                |        |
| N.9                | 35 cv   | 2    | 15 km/h                 | 1881                |        |
| N.10               | 35 cv   | 2    | 15 km/h                 | 1883                |        |
| N.11               | 60 cv   | 2    | 25 km/h                 | 1883                | [ 25 ] |
| N.12               | 60 cv   | 2    | 25 km/h                 | 1881                | [ 26 ] |
| N.13               | 60 cv   | 2    | 25 km/h                 | 1883                | [ 27 ] |
| N.14               | 60 cv   | 2    | 20 km/h                 | 1881                | [ 28 ] |

### Servizio merci
Il servizio trasporto merci era regolato da norme ferree che scrupolosamente prescrivevano il modo in cui un carro merci doveva viaggiare.